# 富瑞生
富瑞生（1929年—1995年2月11日），加拿大外科醫師，長年在臺灣花蓮縣服務，去世後得第五屆醫療奉獻獎。

## 生平
富瑞生（Alvin T. Friesen）為1929年生，家中獨子，曼尼托巴大學醫學院畢業後，決心濟世救人。1948年，門諾會海外救濟總會（MCC），應台灣基督長老教會山地宣道會之邀請，派遣七名宣教士醫護人員來臺灣。
當時門諾會將東臺灣民眾健康不佳、又缺乏醫師的情形，告訴世界各地信徒。富瑞生得知後堅持要去臺灣，因此與論及婚嫁的女友分手，於1959年來到花蓮，不僅學習中華民國國語、台語、日語、原住民話，以便不同族群族的人來找他看病。他捨棄教會為宣教士準備的宿舍，寧願和本地員工一起睡大通舖。然然他專長在婦產科，卻必須一人抵數人用，各種病人、各種情況都得處理。除了在門諾醫院院內看診，富瑞生積極參與院內定期派出的山地巡迴醫療團。門諾醫院院長高明仁回憶，富瑞生認為到病人到醫院看病，一定有醫師為其診治，而偏遠山區、離島的居民，除非醫師主動去看他們，否則只能把生死交給命運，所以富瑞生總一馬當先參加山地巡迴醫療團。當時山地交通極不便，雖有醫療車，卻往往無路可走，醫療人員必須搬著藥物和器材，涉溪、走山路，才能到達偏遠部落，有時無法當天來回，連床都沒有。而且山地衛生情況差，幾乎人人一身毛病，有寄生蟲、砂眼、皮膚病等等，而醫療隊只有一名醫師，每到一村落，少則看上百人。工作負荷沈重。
門諾醫院老員工都記得，富瑞生是個「不要命」的捐血者，當年捐血風氣未開，醫療用血常鬧荒，但富醫師一知道有病人無血可用，便會捐血。他還常在手術中途抽出自己的血給病人，再繼續開刀。1960年，他因捐了一千六百CC的血，救活三個貧病的原住民，而獲得受過好人好事大會表揚的王業勤向表揚好人好事運動協會推薦，是第一位受到該會表揚的外國人。
曾與富瑞生共事的門諾資深員工李幸蕙表示，那時許多病人窮得付不出錢，富瑞生乾脆把銀行帳號給批價部門，只要有他特別簽名的病人，所有花費便他帳戶裡扣錢，並嚴禁行政人員透露醫藥費是他代付的。有些人會故意來詐騙，但富瑞生仍是毫無怒氣，照樣掏錢。
儘管教會同修反對，富瑞生娶了門諾護校第一屆畢業生的阿美族王金蘭為妻。他經常上午看診，下午進開刀房，晚上留在急診，工作到半夜兩、三點鐘，第二天早上七點又出現在醫院，連見家人的時間都很少，有一次難得早上留在家裡，兩、三歲的么兒竟問富太太說那個叔叔是誰？
1974年11月12日，由醫師公會推薦，富瑞生與徐傍興、陳五福、王金河、巫永昌、劉傳來等在國賓飯店接受行政院衛生署署長王金茂表揚。
1976年，富瑞生因雙親年邁返回加拿大。長子富約翰深受父親影響，高中畢業曾到門諾醫院當兩年義工。
1980年代末，富瑞生因么兒車禍驟逝，深受打擊，又他因年輕時過度辛勞，身體每況愈下，終於腦中風臥病在床。1995年初正逢臺灣人提名他得第五屆醫療奉獻獎時，他先於2月11日在加拿大去世，享壽六十六歲。

## 身後
1995年4月1日，妻子王金蘭代表領醫療奉獻獎，被主持人問及當初與富瑞生相識結婚曾遭反對的經過時，哽咽許久。
2008年9月19日，花蓮門諾醫院慶祝六十周年，為「富瑞生紀念產房」揭牌，妻子、女兒也從加拿大來參與。